# Легат Петра Пајића
Легат Петра Пајића је репрезентативна збирка материјалних и културних добара коју је дародавац Петар Пајић, српски песник, прозни писац и један од оснивача неосимболизма у српској књижевности, још за живота почео да сакупља и дарује Удружењу за уметност, културу и међународну сарадњу „Адлигат” у Београду, а коју су у целости, након његове смрти, Удружењу завештале сестре Лепа Топаловић и Мирјана Радивојевић.
Легат обухвата читаву Пајићеву библиотеку и архиву, као и бројне предмете из пишчевог живота, дипломе, медаље и друго. Налази се у Музеју српске књижевности Удружења „Адлигат” у Београду.

## Живот и каријера Петра Пајића
Петар Пајић рођен је у Ваљеву где је завршио основну школу и Ваљевску гимназију. Дипломирао је југословенску и општу књижевност на тадашњем Филозофском факултету у Београду. Професионалну каријеру започео је као новинар листа „Младост".
Један је од оснивача неосимболизма у српској књижевности, заједно са Бранком Миљковићем. У јавности је најпознатији по седмоделној песми „Србија" (Србија је на робији, 2002), која је постала једна од најславнијих српских забрањених песама.
Пајић је добитник више награда за поезију и прозу, међу којима су награда Златни крст кнеза Лазара Видовданског песничког причешћа у Грачаници, Награда Радоје Домановић, награда САНУ из Фонда Задужбине Бранка Ћопића, Златни беочуг, Награда Десанка Максимовић, Жичка хрисовуља и друге.

## О легату
Пајић је још за живота започео формирање легата разним даровима Удружењу „Адлигат”, чији је био члан и у којем је био чест гост. У својим последњим годинама, поклонио је Удружењу важан део своје библиотеке, бројне књиге са посветама које су му упућивали многобројни писци и угледне личности, као и своју омиљену писаћу машину, на којој је написао чувену песму „Србија".
Након смрти, а по његовој жељи коју је претходно упутио сестрама, Лепа Топаловић и Мирјана Радивојевић поклониле су Удружењу целу Пајићеву библиотеку и архиву, укључујући и велики број предмета из његовог стана. Посебно су биле издвојене књиге са посветама, за које му је било нарочито важно да буду у овој институцији. Спомен соба, која се налази у Музеју српске књижевности на Бањици, у београдском насељу у коме је Пајић живео, сликовито сведочи о животу песника и његовом односу према свом народу и породици. У њој се налази песников писаћи сто и столица, писаћа машина, поред које су и рукописи песама и радио драма. У соби је такође издвојен и део његове библиотеке и скоро 400 књига са посветама које је Пајић добио за живота. Изложене су и бројне награде које је освајао, дипломе и медаље, као и лични предмети попут пиксле, цигарета, наочара и друго. У фиокама радног стола налазе се фотографије, пропуснице са различитих догађаја, писма.

## Радно време
Легат Петра Пајића отворен је за посетиоце у оквиру Музеја српске књижевности на Бањици, четвртком, петком и суботом, уз претходно заказивање.

## Фото-галерија
- Писаћа машина Петра Пајића на којој је откуцао песму „Србија"
- Старинска каса оца Петра Пајића
- Наочаре и лупа Петра Пајића
- Разгледнице Петра Пајића
- Бројне медаље које је добио Пајић
- Рукописи Петра Пајића
- Лични предмети Петра Пајића у спомен соби
- Свеска рукописа Петра Пајића